# Frontière entre l'Allemagne et l'Autriche

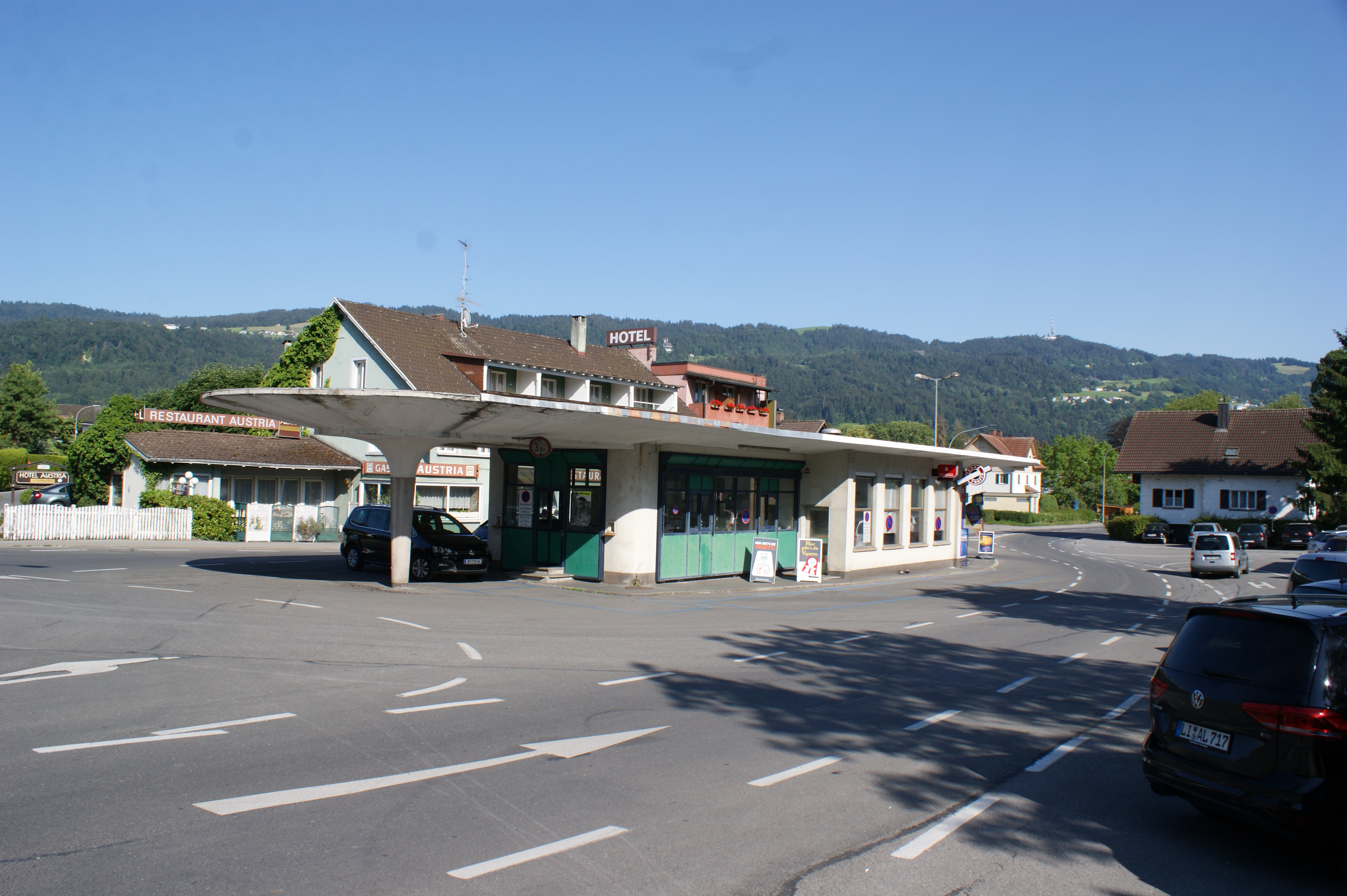
Poste-frontière de Hörbranz-Unterhochsteg près de Lindau.

La frontière entre l'Allemagne et l'Autriche est la frontière internationale intégralement terrestre séparant ces deux pays, l'Allemagne étant située au nord-ouest et l'Autriche au sud-est. Avec une longueur de 784 km, il s'agit pour les deux pays de la frontière terrestre la plus longue avec un de leurs pays voisins.  C'est l'une des frontières intérieures de l'espace Schengen. 

## Géographie
La frontière entre l'Allemagne et l'Autriche s'étend sur 784 km, au nord-ouest de l'Autriche et au sud-est de l'Allemagne. Elle sépare le seul Land allemand de Bavière de quatre Länder autrichiens (Vorarlberg, Tyrol, Salzbourg et Haute-Autriche).
La frontière débute à l'ouest aux abords du lac de Constance en séparant l'arrondissement de Lindau en Bavière du district de Bregenz dans le Vorarlberg. La frontière suit ensuite une direction générale vers l'est. Le massif du Bregenzerwald, les Alpes d'Allgäu, les Alpes d'Ammergau, le Wetterstein, le Karwendel, les Préalpes bavaroises, les Alpes de Brandenberg, les Alpes de Chiemgau et les Alpes de Berchtesgaden se succèdent d'ouest en est. On observe une particularité dans les Alpes d'Allgäu : au sommet du Sorgschrofen, la frontière est réduite à un point : au nord, la commune autrichienne de Jungholz est presque intégralement enclavée en territoire allemand et n'est reliée au reste de l'Autriche que par ce point.
L'Inn forme ensuite une section de la frontière germano-autrichienne. Arrivée à Passau ville de Bavière en Allemagne, située à la confluence de deux rivières : l'Inn et l'Ilz, avec le Danube (Donau), la frontière longe ce dernier sur quelques dizaines de kilomètres, puis s'en écarte en prenant une direction nord-est séparant la Bavière de la Haute-Autriche, jusqu'au tripoint formé avec les frontières germano-tchèque et austro-tchèque à la lisière du Parc national de Šumava dans la Forêt de Bohême en Bohême-du-Sud (République tchèque).